# William James Herschel

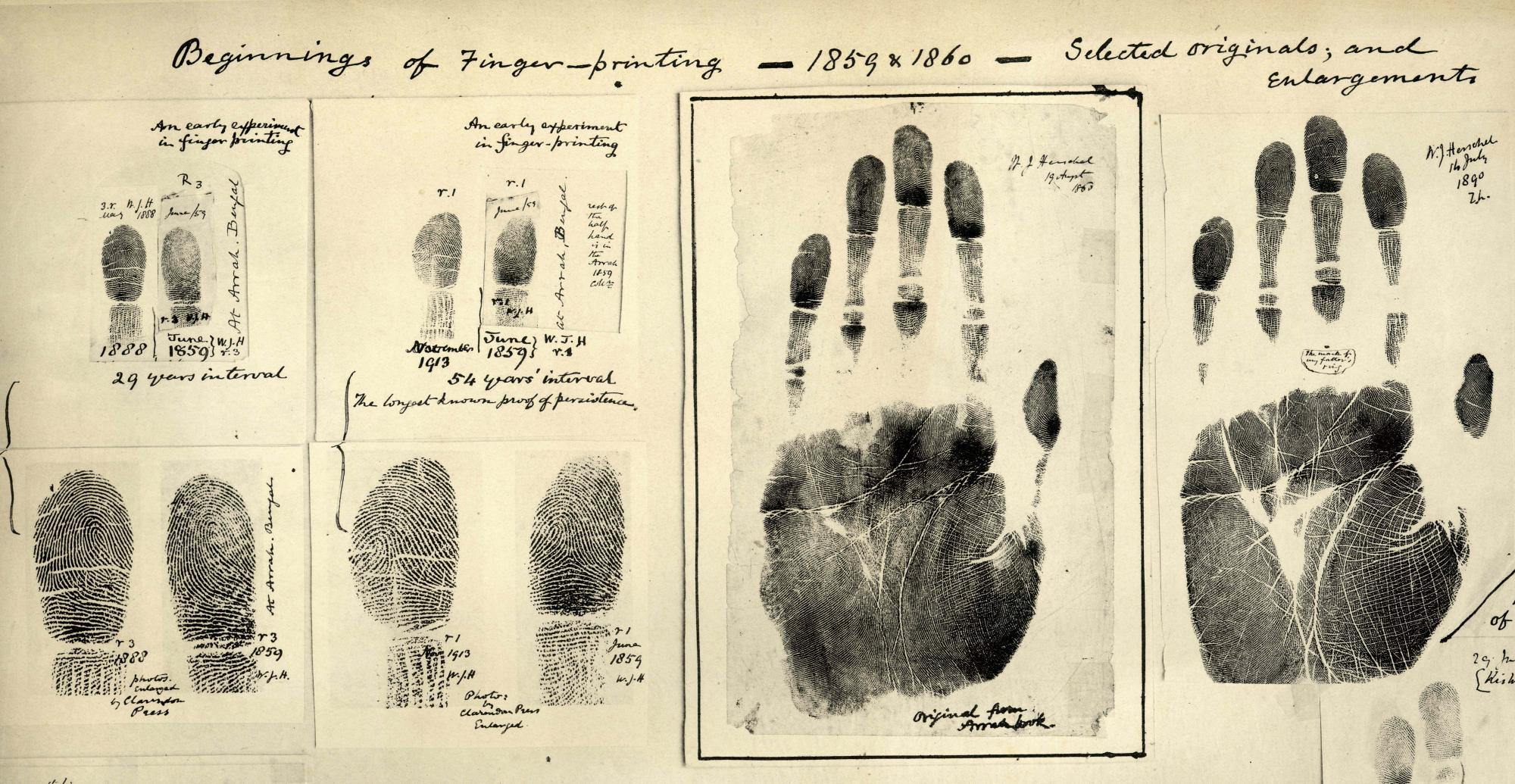
Otisky prstů i celých dlaní pocházející z let 1859 - 1860. Zveřejněné v publikaci The Origin of Fingerprinting (1916).

Sir William James Herschel, druhý baronet (9. ledna 1833, Slough tehdy Buckinghamshire, dnes Berkshire, Spojené království – 24. října 1917 Hawkhurst) byl jeden z průkopníků daktyloskopie. Byl vnukem německého astronoma Williama Herschela a synem Johna Herschela, který se také věnoval astronomii. Po svém otci získal titul druhý baronet. Herschelova rodina pocházela z Heršpic u Slavkova.

## Život
Základní vzdělání získal na Clapham Grammar School v Londýně.
Od roku 1853 pracoval jako anglický guvernér v indickém Hooghly v bengálské provincii. Zde si všiml, že indičtí obchodníci pro stvrzení kupní smlouvy používají otisk prstu. To ho zaujalo natolik, že si začal pořizovat otisky prstů různých osob. Jejich porovnáním zjistil, že jsou jedinečné. Sám otisk prstu místo podpisu použil v roce 1858 v případě stvrzení smlouvy s indickým dodavatelem materiálu při stavbě silnice. Tímto způsobem se mu podařilo donutit dodavatele ke splnění závazku. Po dvaceti letech zkoumání otisků se pokusil zavést daktyloskopii do bengálských věznic, jeho návrh však byl zamítnut.
V roce 1871, po smrti svého otce se stal baronem a v roce 1878 po návratu do Anglie se pokusil prosadit používání otisků prstů pro identifikaci osob. Svoje zkušenosti s otisky prstů zveřejnil v časopise Nature v roce 1880. Rok před svou smrtí vydal knihu The Origin of Fingerprinting. I když rozvinul techniku daktyloskopie, nikdy neuvažoval o jejím jiném použití, než v administrativě při dokazování totožnosti osob.
James Herschel se oženil s Emmou Hardcastle, s níž měl čtyři děti. Smrtí jejich syna Arthura Edwarda Hardcastle Herschela v roce 1924 zanikl i titul baroneta Herschel of Slough.